# Thielea
Thielea is een geslacht van weekdieren uit de klasse van de Gastropoda (slakken).

## Soort
- Thielea helicoides (Jeffreys, 1877)